# Немуро
Немуро (Кунаширски проток, на японски: 根室海峡) е проток в Тихи океан, отделящ островите Кунашир и Хокайдо. Свързва Охотско море на север и проток Предателство на юг.
Дължината му е около 74 km, а ширината е 24 km в южната му част и 43 km в северната. Достига на дълбочина до 2500 m. Бреговете са предимно високи и не много нарязани.
В протока се вливат реките Валентина, Асин, Алехина, Озерная, Кривоножка, Темная, Тюрюй-Гава, Котануки-Гава, Рикусибецу-Гава. По крайбрежието се срещат множество подводни и надводни скали. В близост до брега на Кунашир се намира малкия остров Близкий.
Средното ниво на прилива по бреговете на протока е 1 m. замръзва през зимата. По брега се намират селищата Сибецу, Кумбецу и Сакимуи всичките в Япония. Протокът се намира в акваторията на Сахалинска област, Русия и Япония. Тук преминава морската граница между двете страни.